# ムタラ3世
ムタラ3世ルダヒグワ（Mutara III Rudahigwa; 1911年3月 - 1959年7月25日）は、ベルギー信託統治領ルアンダ＝ウルンディ (Ruanda-Urundi) 時代のルワンダのムワミ（ (Mwami) ：王、在位：1931 - 1959年）。

## 履歴
身長は6,8フィートあったという。洗礼名はシャルルでシャルル・ルダヒグワ・ムタラ3世と呼ばれる場合もあった。ムタラ3世は洗礼の波の中で最初にカトリックへ改宗したムワミとして知られ、「王であるキリストがベルギーの植民地支配におけるよい統治の科学に神聖な光を当てる」ようにとこれ見よがしにベルギーの支配者たちのために祈願した。
- 1959年7月25日、ブジュンブラでベルギー人医師によるワクチン接種を受け、ベルギー人役人と帰宅途上に崩御し、ルワンダのツチはこれを暗殺であると考えた。弟のジャン＝バティスト・ンダヒンドゥルワが、キゲリ5世 (Kigeri V) として王位を継承。

- 1994年4月22日、ムタラ3世の妻ロザリー・ギカンダはルワンダ虐殺時、イデルフォンス・ニゼイマナ (Idelphonse Nizeyimana) 大佐とピエール・ビジマナ少佐の命令により殺害された。

## 脚註
1. ↑  Kalibwami, Justin. Le catholicisme et la société rwandaise: 1900-1962